# Матупи, Мартин
Мартин Матупи (англ. Martin Matupi; род. 26 ноября 1942) — малавийский легкоатлет, выступавший в тройном прыжке. Участник летних Олимпийских игр 1972 года.

## Биография
Мартин Матупи родился 26 ноября 1942 года.
Учился в средней школе в Ливингстонии, играл в футбол за школьную команду.
В 1972 году вошёл в состав сборной Малави на летних Олимпийских играх в Мюнхене. В тройном прыжке занял в квалификации последнее, 34-е место при двух участниках без зачётных попыток, показав результат 13,57 метра — на 2,63 метра меньше норматива, дававшего право выступить в финале. Был знаменосцем сборной Малави на церемонии открытия Олимпиады.

## Личный рекорд
- Тройной прыжок — 13,72 (1971)[4]